# Zastupitelstvo Jihomoravského kraje 2004–2008
Zastupitelstvo Jihomoravského kraje 2004–2008 vzešlo z voleb do zastupitelstev krajů, které se uskutečnily proběhly 5. a 6. listopadu 2004.
Výsledky voleb byly následující:
| Strana                                                        | Počet hlasů | %     | PM |
| ------------------------------------------------------------- | ----------- | ----- | -- |
| Křesťanská a demokratická unie - Československá strana lidová | 70 549      | 26,18 | 20 |
| Občanská demokratická strana                                  | 69 524      | 25,80 | 19 |
| Komunistická strana Čech a Moravy                             | 51 580      | 19,14 | 14 |
| Česká strana sociálně demokratická                            | 32 143      | 11,93 | 9  |
| Zelená pro Moravu (Strana zelených a LiRA)                    | 13 699      | 5,08  | 3  |
| Sdružení nezávislých kandidátů                                | 10 155      | 3,76  | 0  |
| NEZÁVISLÍ                                                     | 6 286       | 2,33  | 0  |
| Unie svobody - Demokratická unie                              | 5 073       | 1,88  | 0  |
| Evropští demokraté                                            | 4 116       | 1,52  | 0  |
| ostatní                                                       |             | < 1   | 0  |

## 2004
Po krátkém povolebním vyjednávání vznikla tak jako v předcházejícícm volebním období koalice KDU-ČSL a ODS. Na ustavujícím zasedání krajského zastupitelstva v prosinci byl hejtmanem opět zvolen Stanislav Juránek. Zastupitelstvo také v souvislosti s větrnou smrští, která postihla Slovensko, schválilo poskytnutí daru Trnavskému samosprávnému kraji - lanový systém k vyklízení dříví v nepřístupném terénu.

## 2005
Od ledna bylo 25 obcí z kraje Vysočina začleněno do Jihomoravského kraje. Byly ihned začleněny do IDS JMK. Během roku 2005 byla nově zaintegrována téměř stovka obcí. Zároveň byly zprovozněny prvé přestupní uzly, zejména u železničních stanic. 13. ledna byla podepsána smlouva o spolupráci mezi Jihomoravským krajem a Lodžským vojvodstvím. Šlo o vyústění vzájemných jednání o spolupráci v oblasti hospodářství, regionální politiky, cestovního ruchu či zdravotnictví. V březnu se podařilo zahájit provoz na pravidelné letecké lince Brno – Londýn. Krajské zastupitelstvo rozhodlo o víceletém financování nestátních subjektů působících v sociální oblasti. Jako jediný mimopražský region se kraj zúčastnil výstavy EXPO 2005 v japonském Aiči. Podepsána byla smlouva o úvěru s Evropskou investiční bankou. Evropská investiční banka poskytla Jihomoravskému kraji úvěr ve výši 1,2 miliardy korun, kraj již před podpisem zpracoval přehled projektů na rekonstrukci silnic druhé a třetí třídy a zlepšení zdravotnické a průmyslové infrastruktury.
Velkým úspěchem bylo uspořádání 2. Letní olympiády dětí a mládeže na konci června v Brně. Zde jihomoravští reprezentanti zvítězili v soutěži krajů. 
Součástí vzpomínkových akcí ke 200. výročí bitvy u Slavkova bylo setkání u kulatého stolu ve slavkovském zámku, kterého se zúčastnili politici, zástupci církve i diplomatických kruhů. Účastníci tohoto fóra podepsali Slavkovskou výzvu, která vyzývá k mírovému soužití národů. 
14. prosince 2005 byla slavnostně podepsána zakládací smlouva Agentury cestovního ruchu jižní Moravy, zájmového sdružení právnických osob. Zakládajícími členy tohoto sdružení byly Jihomoravský kraj, Statutární město Brno a Svaz obchodu a cestovního ruchu České republiky. Účelem sdružení (později přejmenovaného na Centrálu cestovního ruchu – Jižní Morava) je zajistit rozvoj a koordinaci cestovního ruchu v Jihomoravském kraji.
V roce 2005 byla v areálu Benediktinského opatství v Rajhradě vybudována nová pobočka příspěvkové organizace Muzea Brněnska Památník písemnictví na Moravě se stálou expozicí. Ve stejném roce byla také dokončena tříletá rekonstrukce a přístavba hlavního traktu nemocnice Vyškov s celkovým nákladem 85 milionů korun. Souběžně s výstavbou kanalizace v obci Ráječko byla dokončena první stavba přeložky silnice II/374 Rájec – Blansko. S obcemi přešla do kraje z Vysočiny i další stovka kilometrů silnic II. a III. tříd.

## 2006
V květnu byl zahájen projekt slevových karet pro rodiny s dětmi do 18 let Rodinné pasy. Dvakrát – na přelomu března a dubna a poté i na konci června – ohrozila jižní Moravu povodeň. Díky nasazení členů IZS se podařilo zvládnout všechny problémy. Pokračovala spolupráce s dalšími regiony – byla podepsána dohoda o partnerství s Trnavským samosprávným krajem, navázány byly kontakty se Zadarskou župou. 
Na veletrhu Urbis Invest se 28. dubna 2006 uskutečnilo historicky první setkání hejtmanů krajů České republiky s předsedy slovenských samosprávných krajů. Mezi diskutovanými tématy nechyběly pracovní zkušenosti při správě regionů, příprava čerpání finančních prostředků ze strukturálních fondů Evropské unie nebo další možnosti přeshraniční spolupráce.
V polovině roku 2006 byla u hlavního vchodu do budovy Krajského úřadu Jihomoravského kraje instalována „schránka důvěry“, která je určena pro dotazy, podněty, náměty na zlepšení a připomínky zaměstnanců krajského úřadu i občanů a dalších zainteresovaných stran. Vítanou pomocí zejména pro motorizované návštěvníky krajského úřadu se staly směrovky, které navádí motoristy ke krajskému úřadu ze všech hlavních směrů.
Poslední den prvního pololetí – 30. června - se uskutečnilo předání objektů a movitého majetku bývalé Bakešovy nemocnice na Žlutém kopci v Brně Masarykovu onkologickému ústavu.
V září začal provoz nového terminálu brněnského letiště. Díky investici ve výši 249 milionů korun se zvýšila kapacita odbavovacích prostor a bylo umožněno odbavení cestujících podle pravidel daných Schengenskými smlouvami.
K dalším dokončeným investicím kraje s podporou fondů EU v tomto roce patřila mj. rekonstrukce silnice II/415 k hraničnímu přechodu Hevlín v délce 27,3 km včetně 10 mostů s celkovými náklady 183 milionů korun či rekonstrukce silničního tahu od silnice I/43 do Boskovic a Velkých Opatovic v délce 21,8 km o celkových nákladech cca 102 milionů korun. Do IDS JMK bylo začleněno dalších 45 obcí z okolí Brna.
Dne 4. října byla v Utrechtu podepsána Dohoda o spolupráci mezi nizozemskou provincií Utrecht a Jihomoravským krajem.  Prioritními oblastmi spolupráce jsou životní prostředí (zejména ochrana před povodněmi) a kultura (především péče o kulturní památky a vzájemné kulturní výměny).

## 2007
Na prvním únorovém zasedání schválilo zastupitelstvo kraje Strategii rozvoje Jihomoravského kraje 2007 - 2016. Od března se rozšířil integrovaný dopravní systém na Boskovicko. Premiéru měly porady starostů s představiteli kraje i krajského úřadu ve všech jihomoravských okresech. Poprvé se rovněž konala literární soutěž Skrytá paměť Moravy. V premiérovém ročníku se sešlo více než sto prozaických příspěvků, tradicí se stalo slavnostní vyhlášení vítězů v areálu Slovanského hradiště v Mikulčicích. V červenci zahájila provoz linka z Brna do Moskvy, od října se začalo létat z Brna do Barcelony.
Dokončena byla rozsáhlá rekonstrukce Střední školy F. D. Roosevelta pro tělesně postižené v Brně i Technologický inkubátor II v areálu pod Palackého vrchem v Brně. Jihomoravským mladým sportovcům se podařilo zvítězit v soutěži krajů na III. Hrách olympiády dětí a mládeže v Ústí nad Labem. I v roce 2007 pokračoval rozvoj spolupráce s dalšími evropskými regiony. V dubnu byla podepsána dohoda o partnerství se Zadarskou župou, v září došlo k podpisu dohody o spolupráci s francouzským departmentem Gers. V říjnu bylo otevřeno zastoupení kraje v Bruselu. Od roku 2007 Jihomoravský kraj uděluje Cenu Františka Alexandra Zacha (olomouckého rodáka a generála srbské armády, pohřbeného v Brně) za rozvoj česko-srbské vzájemnosti osobnostem, které výrazným způsobem vynikly na poli česko-srbských vztahů.
V Brně se v květnu uskutečnilo setkání evropských prezidentů, v listopadu strávil tři dny na jižní Moravě prezident Václav Klaus. 
V samotném závěru roku byl schválen Regionální operační program Jihovýchod a otevřela se tak možnost uspět v řadě dotačních programů Evropské unie.

## 2008
V lednu byla podepsána dohoda o spolupráci s Chanty-mansijským autonomním okruhem – Jugrou v Ruské federaci. Premiéru měla v tomto roce soutěž o nejlépe opravenou památku Jihomoravského kraje. 
Na zasedání zastupitelstva Jihomoravského kraje 28. února rezignoval na svou funkci náměstek hejtmana Jihomoravského kraje Igor Poledňák. Novou náměstkyní hejtmana Jihomoravského kraje se stala Anna Procházková, novým radním Vít Blaha (oba ODS).
Do historických prostor v sídle Jihomoravského kraje se v roce 2008 přestěhoval archiv Masarykovy univerzity. Místnosti uvolnil Moravský zemský archiv, který po 100 letech působení v tomto objektu získal novou budovu v brněnské městské části Bohunice. Do uvolněných prostor s památkově chráněnými regály umístila Masarykova univerzita téměř dva kilometry archiválií. 
Dvakrát během roku, v červnu a poté v prosinci, došlo k rozšíření integrovaného dopravního systému. Nejprve na Vyškovsko a Kyjovsko, posléze i na Hodonínsko a Břeclavsko. Dokončen byl Biotechnologický inkubátor INBIT v Brně-Bohunicích. Díky umístění v univerzitním kampusu Masarykovy univerzity zde mohou firmy využívat spolupráci se špičkovými laboratořemi komplexu a také například spolupracovat s Fakultní nemocnicí Brno.
Hned dvě významné akce se uskutečnily 23. září – v ulici Cejl 73 v Brně byl otevřen moderní areál s veškerým zázemím pro vzdělávací a školicí aktivity a rovněž administrativu části krajského úřadu. Centrum vzniklo rekonstrukcí dvou původních budov a přístavbou nového objektu nákladem 236 milionů korun. Ve stejný den se v lokalitě Boří les v Břeclavi-Poštorné konalo taktické cvičení s mezinárodní účastí s tématem Likvidace rozsáhlého požáru lesa v příhraničním pásmu Rakouska. Cílem cvičení bylo procvičit činnost požárních jednotek při hašení požáru v zalesněných lokalitách, koordinaci zásahu a spolupráce s jednotkami hasičů z Dolního Rakouska a zvládnutí jazykové bariéry mezi zasahujícími hasiči a policií.